# Hospital Garcia de Orta
O Hospital Garcia de Orta (HGO) é um hospital público do Serviço Nacional de Saúde situado em Almada, Portugal. Faz parte da Unidade de Saúde Local de Almada/Seixal.
O HGO iniciou a sua atividade em Setembro de 1991, em substituição do antigo Hospital da Misericórdia de Almada/Hospital Distrital de Almada que entretanto deixara de conseguir dar resposta a uma população cada vez mais crescente da península de Setúbal e que assegurava apenas cuidados hospitalares básicos.
Em 2003, como consequência do seu desenvolvimento e grau de diferenciação criado, foi classificado como Hospital Central, o único na margem sul do Tejo, deixando de pertencer ao Setor Público Administrativo e passando para o Setor Empresarial do Estado, primeiro como sociedade anónima de capitais exclusivamente públicos (SA) e mais tarde, a partir de 2006, como entidade pública empresarial (EPE), estatuto que mantém até hoje.
O HGO serve atualmente uma população estimada em cerca de 350 mil habitantes dos concelhos de Almada e Seixal. Alguns serviços do Hospital Garcia de Orta dão resposta às populações de toda a Península de Setúbal, nomeadamente nas áreas de especialidade de Neonatologia e Neurocirurgia.
O Hospital dispõe de uma lotação de 545 camas, distribuídas por várias especialidades e Serviços de referência que apoiam regularmente outros hospitais como a Pediatria, Obstetrícia, Cirurgia Vascular, Cardiologia, Hematologia, Endocrinologia, Medicina Nuclear, Reumatologia, Ortopedia, Neurorradiologia, Nefrologia, entre outros. O HGO conta atualmente com mais de 2900 funcionários.
O desenvolvimento gradual do Hospital e as necessidades assistenciais da população que serve, levaram o HGO a disponibilizar ao longo dos anos novos serviços como o transplante renal, a urgência polivalente para toda a Península de Setúbal, o apoio regular da especialidade de Neurocirurgia a vários hospitais do Sul do País e a Unidade de Cardiologia de Intervenção.
O Hospital Garcia de Orta disponibiliza também um conjunto de Meios Complementares de Diagnóstico e Terapêutica (MCDT), de elevada diferenciação como: a Angiografia, Ressonância Magnética, Tomografia Axial Computorizada e na Medicina Nuclear, especial relevância para o PET (Tomografia por Emissão de Positrões), única nos hospitais do Serviço Nacional de Saúde, a Sul do tejo.
O Centro de Desenvolvimento da Criança, que entrou em funcionamento em 2007, é o único existente na zona Sul do País inserido no Serviço Nacional de Saúde e destina-se a crianças e jovens residentes na área de influência do Hospital com patologias neurológicas e do desenvolvimento.
Foi assim nomeado em referência a Garcia de Orta.